# Rudolf Kleffel
Rudolf Kleffel (* 23. Mai 1815 in Magdeburg; † 20. März 1895 ebenda) war ein deutscher Verwaltungsbeamter und Versicherungsmanager.

## Leben
Geboren als Sohn eines Oberlandesgerichtsrats besuchte Rudolf Kleffel das Klostergymnasium Magdeburg. Anschließend studierte er an der Universität Bonn Rechtswissenschaften. 1836 wurde er Mitglied des Corps Borussia Bonn. Nach dem Studium trat er in den preußischen Staatsdienst ein. Er wurde Vorsitzender des Verwaltungsrates der Magdeburger Feuerversicherungs-Gesellschaft und der Magdeburger Hagelversicherungs-Gesellschaft.

## Auszeichnungen
- Ernennung zum Geheimen Regierungsrat